# Jorge González Camarena
Jorge González Camarena (Guadalajara, Jalisco, México, 24 de marzo de 1908 - Ciudad de México, 24 de mayo de 1980) fue un pintor, escultor y muralista mexicano.En 1918, se trasladó a la Ciudad de México, donde ingresó a la Escuela Nacional de Artes Plásticas de San Carlos, en 1922. Al finalizar sus estudios, tuvo sus primeras incursiones en el mundo artístico, por medio de la publicidad.[cita requerida]

## Biografía
Sus padres fueron Arturo Jorge González (1874-1923) y Sara Camarena Navarro (1883-1952); su abuelo materno fue Jesús Leandro Camarena (1832-1889), distinguido abogado del Foro Jalisciense y Gobernador Constitucional del Estado de Jalisco (1875-1876 y 1877-1879). Tuvo siete hermanos: entre ellos, Guillermo, inventor de la televisión en color.[cita requerida]
De niño tallaba guijarros, hacía cerámica en un horno construido por él mismo y elaboraba tiras cómicas protagonizadas por personajes de su invención, los Chiquinitos, las cuales vendía a sus compañeros de la escuela. Cuando su familia se mudó a la Ciudad de México, el maestro de primaria Francisco Zenteno le recomendó ingresar a la Academia de San Carlos. A los 14 años, González Camarena comenzó a asistir a ésta, donde pronto se convirtió en ayudante de Gerardo Murillo, Dr. Atl.
Participó activamente en el movimiento estudiantil para llevar a Diego Rivera a la dirección de San Carlos e integró el consejo de maestros y alumnos destinado a formar un plan de estudios más avanzado.

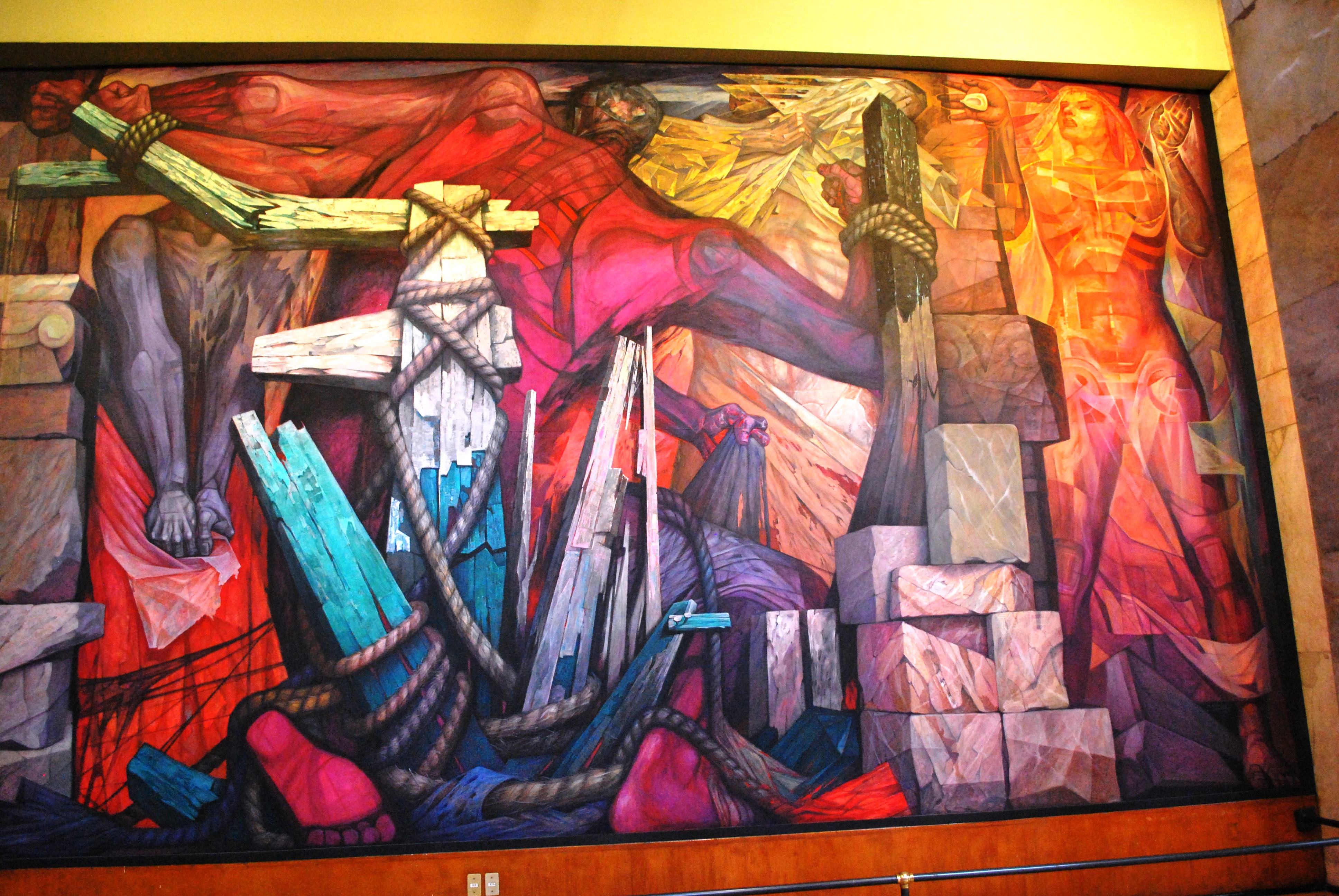
Mural en Bellas Artes.

En 1932 se le comisionó para restaurar los frescos del siglo XVI del convento de Huejotzingo, Puebla. A raíz de ello publicó un estudio en la revista Futuro, descubriendo que en aquellos muros trabajó el último pintor indígena Marcos Cipactli, quien, de acuerdo con González Camarena, también pintó el lienzo original de la Virgen de Guadalupe. El pintor se integró a un cuarteto de música prehispánica en el pueblo de Huejotzingo, tocando la chirimía.
En 1934 se casó en la Ciudad de México con Jeannie Marcela Barré de Saint Leu (hija de Marcel Barré de Saint Leu y de Natalia Gorosave), de quien tuvo sucesión.
En 1939, pintó su primer mural, Alegoría de Zimapán, en el hotel Fundición, de Zimapán, Hidalgo. 
En 1941 realiza su segundo mural, Díptico de la Vida, en el edificio Guardiola, el cual creó gran polémica en la época. En defensa de la obra, recuerda Marcel, “Salvador Novo comentó ‘no es si son morales o inmorales, sino si son murales o inmurales’. Finalmente, el temblor de 1957 le causó pequeñas grietas al edificio, pretexto suficiente para que las autoridades decidieran destruir la obra”.
Gracias a sus obras: Historia de México de 1955 para la Biblioteca del Instituto Tecnológico y de Estudios Superiores de Monterrey y Liberación de 1963 en el Palacio de Bellas Artes. A finales de 1950, Jorge González Camarena junto con Juan O'Gorman (pertenecientes a la llamada segunda generación de muralistas, nacidos entre 1904 y 1926) fueron invitados por el entonces director del Museo Nacional de Historia, Antonio Arriaga Ochoa, para retratar los muros del Castillo de Chapultepec. Donde realizó una de sus obras más reconocidas e influyentes en las generaciones mexicanas; La Conquista, develada en la sala 2 en septiembre de 1960.
En la Universidad de Concepción, en Chile, está Presencia de América Latina, obra hecha en 300 metros cuadrados y que se reprodujo en una estampilla postal que conmemoró el 75 aniversario de esa casa de estudios.
En 1978, dos años antes de morir, pinta su último mural: Trilogía de Saltillo, en el cubo de la escalera principal del edificio de la Presidencia Municipal de Saltillo, Coahuila.
Militó por la salvación del fuerte de San Juan de Ulúa, en Veracruz, cuando, en 1953, pretendían destruirlo para construir en su lugar unas bodegas y un muelle. Para ello fundó el Comité Pro Defensa y Restauración del Castillo de San Juan de Ulúa.
A partir del 23 de junio de 1966, fue miembro titular del Seminario de Cultura Mexicana.
Gracias a un concurso, realizó la representación pictórica del retrato escultórico de Michelangelo Buonarroti[, obra que se encuentra en la casa natal del artista italiano en Caprese. Por este retrato, el gobierno de Italia le otorgó al pintor mexicano la condecoración al Mérito en Grado de Commendatore della Repubblica. En 1970 obtuvo el Premio Nacional de Artes.
A finales de la década de 1970, el gobierno de México le encargó a González Camarena un obsequio para el pueblo búlgaro, el San Jorge. El maestro fue invitado a Bulgaria a develar el cuadro, y las autoridades de ese país, encantadas con el cuadro, le ofrecieron realizar una exposición itinerante que recorrería varios países durante un año, comenzando por su capital Sofía, y concluyendo en el Museo de Arte Moderno de Nueva York.
Murió el 24 de mayo de 1980 debido a un derrame cerebral. Fue velado en el Palacio de Bellas Artes, donde se le rindió un homenaje nacional de cuerpo presente. Sus restos reposan en la cripta familiar en el panteón de Dolores.
A su funeral asistió el presidente José López Portillo y el exmandatario Miguel Alemán. 
En 1996 se celebró en el Palacio de Bellas Artes una exhibición-homenaje en memoria de su XVI aniversario luctuoso; el catálogo respectivo reúne textos de Rafael Tovar y de Teresa (entonces presidente del Consejo Nacional para la Cultura y las Artes), Gerardo Estrada (entonces director general del Instituto Nacional de Bellas Artes), Agustín Arteaga (entonces director del Museo del Palacio de Bellas Artes), Elisa García Barragán, y María Teresa Favela Fierro.

## Técnica
González Camarena elaboraba sus pinturas con pigmentos naturales, inspirado en las técnicas de los tlacuilos. Realizaba además investigaciones sobre arte prehispánico y popular, así como sobre el pensamiento mágico y las tradiciones de los antiguos mexicanos, elementos que le sirvieron para desarrollar su estilo.[cita requerida]

## Obra mural

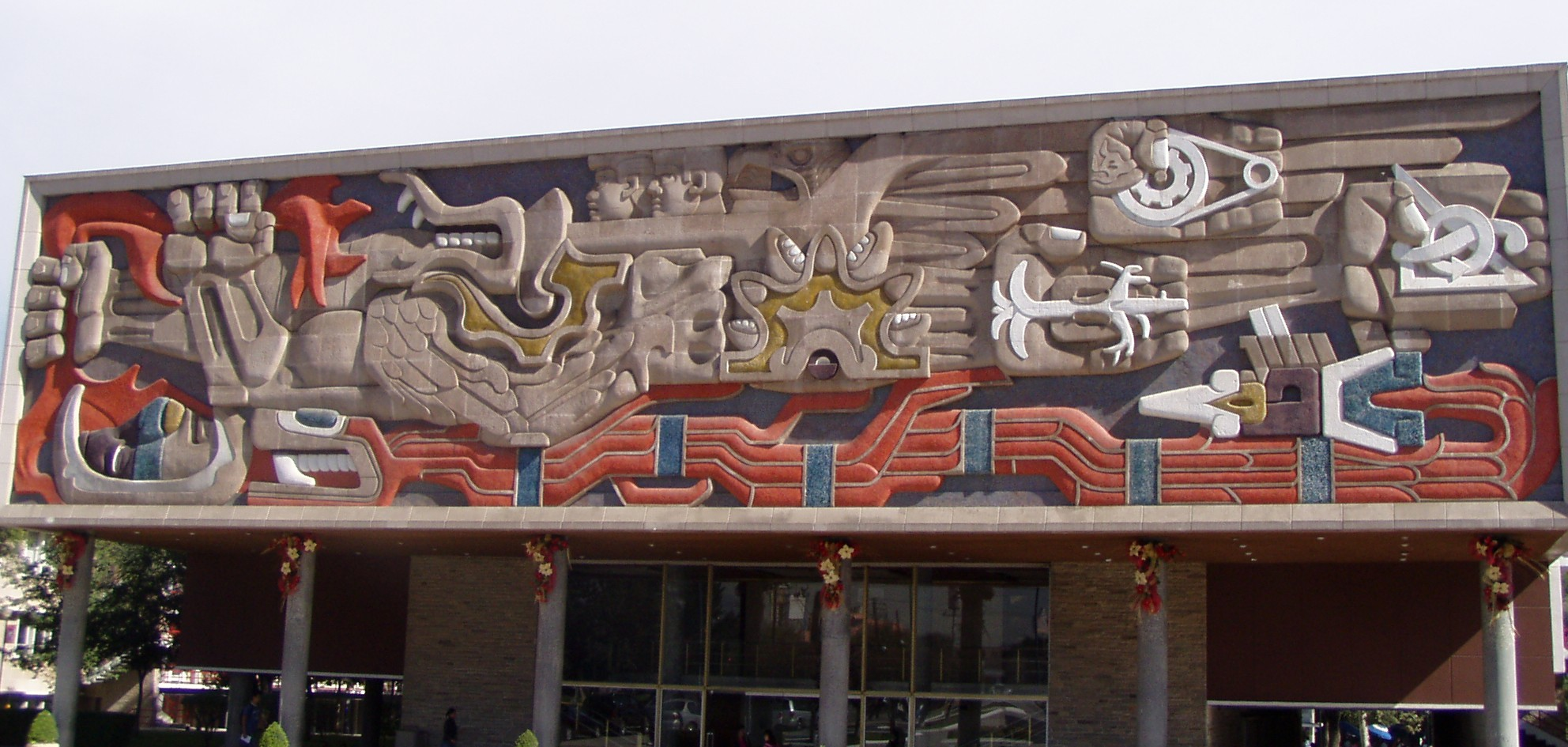
El triunfo de la cultura, 1954, mural en el edificio de rectoría del ITESM.

- 1939 Alegoría de Zimapán, pintado en el Hotel Fundición de la ciudad de Zimapán, Hidalgo.
- 1941 Díptico de la vida, mural compuesto por dos tableros pintados en óleo sobre cera. Se encontraban en el vestíbulo del Club de Banqueros, Edificio Guardiola, centro histórico de la Ciudad de México. Esta obra desató gran polémica, ya que mostraba un hombre y una mujer desnudos.
- 1944 Germinación, en el edificio del Banco de Comercio.
- 1946 La industria, la banca y el comercio, Banco Mercantil.
- 1947 La erupción del Xitle, mural pintado en óleo sobre tela, mide 110 x 400 cm,[7] se ubica en el museo de sitio de la zona arqueológica de Cuicuilco, en la Ciudad de México;
- 1949 La vida y la industria, Cervecería Modelo.
- 1950 México, vinilita con placa monolítica de concreto, mide 300 x 900 cm, vestíbulo del edificio del Seguro Social, encargada por el arquitecto Carlos Obregón Santacilia.
- 1953 Águila en vuelo, mural en plafón sobre bastidores, mide aproximadamente 250 metros cuadrados; se encuentra en el antiguo Banco de México, hoy museo, en el edificio de Pemex, Veracruz, Ver.
- 1954 El triunfo de la cultura, bajorrelieve policromado, mosaico, pintura de hule, piedra, mide 7 x 32.4 m, se encuentra en el muro exterior de la fachada del edificio de rectoría del Instituto Tecnológico y de Estudios Superiores de Monterrey, Nuevo León;[8]
- 1954 Don Quijote en Monterrey, pintado en óleo sobre tela, mide 700 x 300 cm, ubicado en la biblioteca del Instituto Tecnológico y de Estudios Superiores de Monterrey, Nuevo León.
- 1955 Historia de México, para la biblioteca del Instituto Tecnológico y de Estudios Superiores de Monterrey
- 1957 Belisario Domínguez,[9] de 130 metros cuadrados, pintado al óleo en el plafón y los tres muros del cubo de la escalera del edificio del Senado de la República.
- 1958 Un dorado del norte, La revolución de 1910 y El trabajo y la seguridad social, tres tableros con la técnica del mosaico italiano, realizados en el edificio del Instituto Mexicano del Seguro Social, en la capital del estado de Chihuahua.
- 1959 Frisos de la televisión, en la fachada del edificio que ocupa Televicentro, donde realizó una obra de 900 metros cuadrados, a base de relieves escultóricos en cemento policromado con incrustaciones de cerámica, mismos que tras las remodelaciones de Televisa, se destruyeron.[cita requerida]
- 1960 Alegoría de la ciencia y la comunicación, mural pintado en óleo sobre tela, mide 12.53 x 90 cm, edificio inteligente del Instituto Politécnico Nacional (IPN), Zacatenco.
- 1960 La Conquista, posterior a la muerte del artista: La fusión de dos culturas[10] Museo Nacional de Historia, Ciudad de México, México.
- 1962 "La patria" pintura originalmente hecha en óleo sobre tela, mide 120x160 cm  Museo Nacional de Antropología, Ciudad de México, México.
- 1963 La humanidad hacia la luz, mural pintado en óleo/acrílico sobre tela, mide 300 x 700 cm, Escuela Superior de Ingeniería Mecánica y Eléctrica, Unidad Azcapotzalco (ESIME), Instituto Politécnico Nacional (IPN).
- 1963 Liberación, Palacio de Bellas Artes, Ciudad de México, México.
- 1964 Las razas, mural en acrílico y óleo sobre fibra de vidrio, mide 250 x 400 cm. Sala "Iintroducción a la antropología", Museo Nacional de Antropología,[11] Ciudad de México.
- 1964 Coatlicue, en el Casino de la Selva, Cuernavaca, Morelos.
- 1965 Presencia de América Latina (también conocido como Integración de América Latina), de 300 m², Casa del Arte, Universidad de Concepción, Concepción, Chile.
- 1967 Venustiano Carranza y la Constitución de 1917, pintado a óleo y acrílico sobre fibra de vidrio, mide 530 x 600 cm, Museo Nacional de Historia del Castillo de Chapultepec.
- 1974 Sebastián Lerdo de Tejada, en el vestíbulo de la antigua Cámara de Senadores, Xicoténcatl 10, centro histórico de la Ciudad de México.
- 1974 Juárez y los precursores del federalismo, en el vestíbulo de la antigua Cámara de Senadores, Xicoténcatl 10, centro histórico de la Ciudad de México.
- 1974 Ciencia y tecnología, técnica mixta, mide 240 x 900 cm, Instituto Mexicano del Petróleo, Ciudad de México.
- 1978 Trilogía de Saltillo, su último mural, incluye tres tableros pintados en el cubo de la escalera de la presidencia municipal de Saltillo, Coahuila.[cita requerida]

## Obras escultóricas
- Monumento a la independencia, 1960, de piedra, mide 25 m de altura, y se realizó con motivo del ciento cincuenta aniversario de la independencia de México (Dolores Hidalgo, Guanajuato).[11]
- Los niños de la barda, conjunto escultórico, de 1952, en la Guardería Infantil de la Secretaría de Comunicaciones y Obras Públicas (SCOP), ubicado en Obrero Mundial esquina con Doctor Vértiz, en la Ciudad de México.
- El trabajo y La maternidad, 1950, edificio central del Instituto Mexicano del Seguro Social (IMSS), Paseo de la Reforma, Ciudad de México, México.[cita requerida]
- "La Cruz" 1965 Monumento funerario en memoria del Ing. Guillermo González Camarena.Chachapa, Puebla

## Obras de caballete
- Autorretrato de estudiante, de 1925, pintado en óleo sobre tela, mide 50 x 36 cm. El artista, con tan solo 17 años, reflejó en él la mirada del pensamiento y el recuerdo, ya que pasaba por un momento en el que fue invitado por el Dr. Atl a contribuir en su libro Las iglesias de México. Es seleccionado para iniciar las presentaciones de Jorge González Camarena, por ser el primero de su colección.
- Una calle de Tlalpan, de 1925, pintado en óleo sobre tela, mide 50 x 64 cm. Esta obra la realizó en la Escuela de Pintura al Aire Libre, y, a pesar de su edad y siendo estudiante, Camarena detalla un agudo sentido de poliangularidad. * Miguel Ángel Buonarroti, 1967, mide 100 x 100 cm y se encuentra en el museo del gran artista renacentista, en Caprese, Italia.
- Presente, pasado y futuro, de 1954, pintado en óleo sobre tela, mide 85 x 235 cm.
- El guerrillero veterano, de 1966, pintado en óleo sobre tela, mide 100 x 150 cm.
- Canción de Esperanza, de 1975, pintado en óleo sobre tela, mide 90 x 100 cm.
- Triste despedida de un soldado, de 1947, pintado en óleo sobre fibracel, mide 70 x 80 cm.
- Cristo en la cruz, de 1948, pintado en acrílico sobre fibracel, mide 140 x 85 cm.
- La bruja del trapo colorado, de 1928, pintado en óleo sobre tela, mide 80 x 62 cm.
- Retrato de Federico, de 1933, pintado en óleo sobre tela, mide 50 x 50 cm.
- La Luna, de 1933, pintado en óleo sobre tela, mide 50 x 60 cm.
- Los Tezcatlipocas, s/f, pintado en óleo sobre tela, mide 140 x 200 cm.[11]
- Autorretrato, de 1946, lápiz sobre papel, 38.6 x 32.4 cm, Museo Soumaya, Ciudad de México, México.[12]
- La vendimia nacional, de 1946, óleo sobre lienzo, 125.9 x 154.5 cm, Museo Soumaya, Ciudad de México, México.[12]
- El milagro del Tepeyac, de 1947, óleo sobre lienzo, 200 x 163 cm, se exhibe en el Museo Soumaya, Ciudad de México, México.[12]
- El abrazo, en 1980, del mural, La fusión de dos culturas, es una versión en caballete que se exhibe en el Museo Soumaya, Ciudad de México, México.[12]
- Nuestro tiempo, mayo de 1980, pintado en acrílico sobre tela, mide 120 x 200 cm. En él, el autor plasma el conflicto del mundo ante la guerra y la depresión. Este cuadro presenta las últimas pinceladas del autor, y es una obra inconclusa. Se encuentra en el Museo Soumaya, Plaza Carso, Ciudad de México.[8]

En 1950, en el vestíbulo del edificio del Instituto Mexicano del Seguro Social, sobre la avenida Paseo de la Reforma: pintó el mural México, con técnica a la vinilita, donde representa la construcción de su país. En la entrada principal, realizó dos grupos escultóricos: "El trabajo" y "Maternidad".[cita requerida]
En el Museo Nacional de Antropología, pintó el mural en acrílico Las razas, que se utilizó para imprimir, el 12 de octubre de 1992, un sello postal en conmemoración de los 500 años del descubrimiento de América.[cita requerida]
Fue autor, además, de más de 2 mil cuadros de caballete. A partir de 1929, escribió en Revista de Revistas y en Nuestro México.[cita requerida]
Fue el autor de La Patria 1962, imagen con que se ilustraron, durante muchos años, los libros de texto gratuitos. Victoria Dorenlas, originaria de San Agustín Tlaxco, Tlaxcala, fue la modelo.

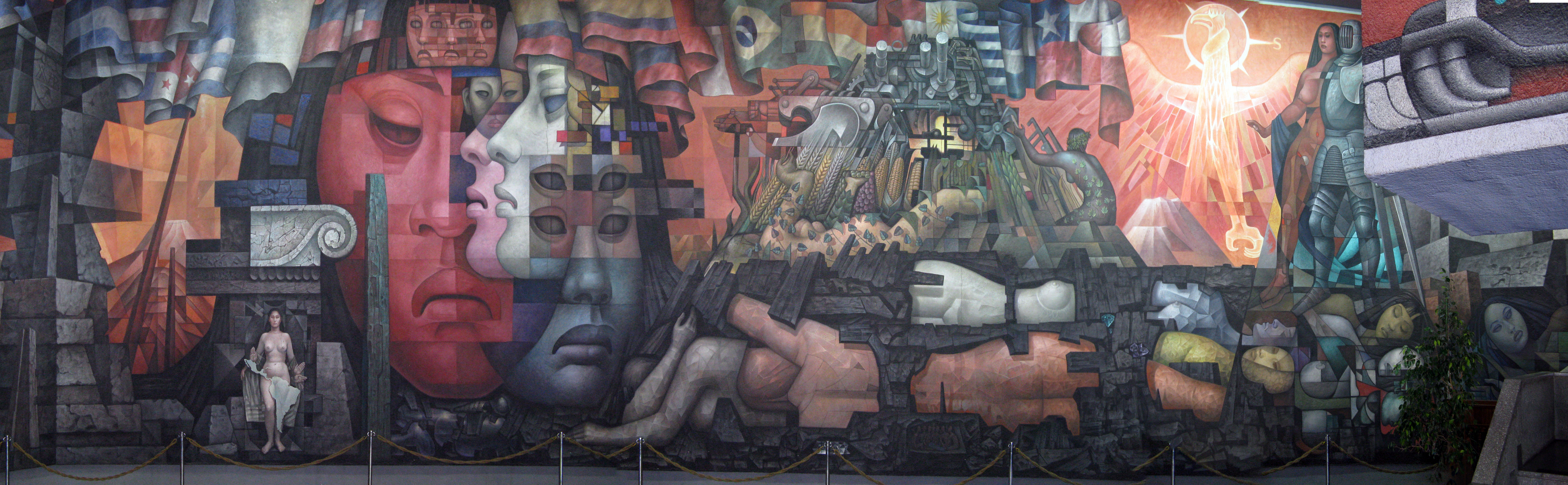
El mural Presencia de América Latina, pintado entre 1964 y 1965, en la Universidad de Concepción.

## Ancestros
| \| \| \| \| \| \| \| \| \| \| \| \| \| \| \| \| \| \| \| \| 8. Pablo González \| \| \| \| \| \| \| \| \| \| \| \| \| \| \| \| \| \| \| \| \| \| \| \| \| \| \| \| \| \| \| \| \| \| \| \| \| \| \| \| \| \| \| \| \| \| \| \| \| \| \| \| \| \| 4. Lic. José Gumersindo González Salcedo \| \| \| \| \| \| \| \| \| \| \| \| \| \| \| \| \| \| \| \| \| \| \| \| \| \| \| \| \| \| \| \| \| \| \| \| \| \| \| \| \| \| \| \| \| \| \| \| \| \| \| \| \| \| 9. Josefa Salcedo \| \| \| \| \| \| \| \| \| \| \| \| \| \| \| \| \| \| \| \| \| \| \| \| \| \| \| \| \| \| \| \| \| \| \| \| \| \| \| \| \| \| \| \| \| \| \| \| \| \| \| \| \| \| 2. Arturo Jorge González Pérez (1873-1923) \| \| \| \| \| \| \| \| \| \| \| \| \| \| \| \| \| \| \| \| \| \| \| \| \| \| \| \| \| \| \| \| \| \| \| \| \| \| \| \| \| \| \| \| \| \| \| \| \| \| \| \| \| \| 10. Ignacio Pérez \| \| \| \| \| \| \| \| \| \| \| \| \| \| \| \| \| \| \| \| \| \| \| \| \| \| \| \| \| \| \| \| \| \| \| \| \| \| \| \| \| \| \| \| \| \| \| \| \| \| \| \| \| \| 5. Dominga Pérez López de Lara \| \| \| \| \| \| \| \| \| \| \| \| \| \| \| \| \| \| \| \| \| \| \| \| \| \| \| \| \| \| \| \| \| \| \| \| \| \| \| \| \| \| \| \| \| \| \| \| \| \| \| \| \| \| 11. Dionisia López de Lara \| \| \| \| \| \| \| \| \| \| \| \| \| \| \| \| \| \| \| \| \| \| \| \| \| \| \| \| \| \| \| \| \| \| \| \| \| \| \| \| \| \| \| \| \| \| \| \| \| \| \| \| \| \| 1. Jorge González Camarena \| \| \| \| \| \| \| \| \| \| \| \| \| \| \| \| \| \| \| \| \| \| \| \| \| \| \| \| \| \| \| \| \| \| \| \| \| \| \| \| \| \| \| \| \| \| \| \| \| \| \| \| \| \| 12. Lic. Jesús Camarena Gómez (1803-1884), gobernador interino de Jalisco \| \| \| \| \| \| \| \| \| \| \| \| \| \| \| \| \| \| \| \| \| \| \| \| \| \| \| \| \| \| \| \| \| \| \| \| \| \| \| \| \| \| \| \| \| \| \| \| \| \| \| \| \| \| 6. Lic. Jesús Leandro Camarena Gómez (1832-1889), gobernador Constitucional de Jalisco \| \| \| \| \| \| \| \| \| \| \| \| \| \| \| \| \| \| \| \| \| \| \| \| \| \| \| \| \| \| \| \| \| \| \| \| \| \| \| \| \| \| \| \| \| \| \| \| \| \| \| \| \| \| 13. María Isabel Gómez Romero \| \| \| \| \| \| \| \| \| \| \| \| \| \| \| \| \| \| \| \| \| \| \| \| \| \| \| \| \| \| \| \| \| \| \| \| \| \| \| \| \| \| \| \| \| \| \| \| \| \| \| \| \| \| 3. Sara Camarena Navarro (1883-1952) \| \| \| \| \| \| \| \| \| \| \| \| \| \| \| \| \| \| \| \| \| \| \| \| \| \| \| \| \| \| \| \| \| \| \| \| \| \| \| \| \| \| \| \| \| \| \| \| \| \| \| \| \| \| 14. Ramón Ignacio Navarro \| \| \| \| \| \| \| \| \| \| \| \| \| \| \| \| \| \| \| \| \| \| \| \| \| \| \| \| \| \| \| \| \| \| \| \| \| \| \| \| \| \| \| \| \| \| \| \| \| \| \| \| \| \| 7. Concepción Navarro Ogazón (1842-1900) \| \| \| \| \| \| \| \| \| \| \| \| \| \| \| \| \| \| \| \| \| \| \| \| \| \| \| \| \| \| \| \| \| \| \| \| \| \| \| \| \| \| \| \| \| \| \| \| \| \| \| \| \| \| 15. Ignacia Ogazón Velázquez \| \| \| \| \| \| \| \| \| \| \| \| \| \| \| \| \| \| \| \| \| \| \| \| \| \| \| \| \| \| \| \| \| \| \| \| \| \| \| \| \| \| \| \| \| \| \| \| \| \| \| \| |                                                                                        |  |  |  |  |  |  |  |  |  |  |  |  |  |  |  |
| |                                                                                        |  |  |  |  |  |  |  |  |  |  |  |  |  |  |  |
| | 8. Pablo González                                                                      |  |  |  |  |  |  |  |  |  |  |  |  |  |  |  |
| |                                                                                        |  |  |  |  |  |  |  |  |  |  |  |  |  |  |  |
| |                                                                                        |  |  |  |  |  |  |  |  |  |  |  |  |  |  |  |
| | 4. Lic. José Gumersindo González Salcedo                                               |  |  |  |  |  |  |  |  |  |  |  |  |  |  |  |
| |                                                                                        |  |  |  |  |  |  |  |  |  |  |  |  |  |  |  |
| |                                                                                        |  |  |  |  |  |  |  |  |  |  |  |  |  |  |  |
| | 9. Josefa Salcedo                                                                      |  |  |  |  |  |  |  |  |  |  |  |  |  |  |  |
| |                                                                                        |  |  |  |  |  |  |  |  |  |  |  |  |  |  |  |
| |                                                                                        |  |  |  |  |  |  |  |  |  |  |  |  |  |  |  |
| | 2. Arturo Jorge González Pérez (1873-1923)                                             |  |  |  |  |  |  |  |  |  |  |  |  |  |  |  |
| |                                                                                        |  |  |  |  |  |  |  |  |  |  |  |  |  |  |  |
| |                                                                                        |  |  |  |  |  |  |  |  |  |  |  |  |  |  |  |
| | 10. Ignacio Pérez                                                                      |  |  |  |  |  |  |  |  |  |  |  |  |  |  |  |
| |                                                                                        |  |  |  |  |  |  |  |  |  |  |  |  |  |  |  |
| |                                                                                        |  |  |  |  |  |  |  |  |  |  |  |  |  |  |  |
| | 5. Dominga Pérez López de Lara                                                         |  |  |  |  |  |  |  |  |  |  |  |  |  |  |  |
| |                                                                                        |  |  |  |  |  |  |  |  |  |  |  |  |  |  |  |
| |                                                                                        |  |  |  |  |  |  |  |  |  |  |  |  |  |  |  |
| | 11. Dionisia López de Lara                                                             |  |  |  |  |  |  |  |  |  |  |  |  |  |  |  |
| |                                                                                        |  |  |  |  |  |  |  |  |  |  |  |  |  |  |  |
| |                                                                                        |  |  |  |  |  |  |  |  |  |  |  |  |  |  |  |
| | 1. Jorge González Camarena                                                             |  |  |  |  |  |  |  |  |  |  |  |  |  |  |  |
| |                                                                                        |  |  |  |  |  |  |  |  |  |  |  |  |  |  |  |
| |                                                                                        |  |  |  |  |  |  |  |  |  |  |  |  |  |  |  |
| | 12. Lic. Jesús Camarena Gómez (1803-1884), gobernador interino de Jalisco              |  |  |  |  |  |  |  |  |  |  |  |  |  |  |  |
| |                                                                                        |  |  |  |  |  |  |  |  |  |  |  |  |  |  |  |
| |                                                                                        |  |  |  |  |  |  |  |  |  |  |  |  |  |  |  |
| | 6. Lic. Jesús Leandro Camarena Gómez (1832-1889), gobernador Constitucional de Jalisco |  |  |  |  |  |  |  |  |  |  |  |  |  |  |  |
| |                                                                                        |  |  |  |  |  |  |  |  |  |  |  |  |  |  |  |
| |                                                                                        |  |  |  |  |  |  |  |  |  |  |  |  |  |  |  |
| | 13. María Isabel Gómez Romero                                                          |  |  |  |  |  |  |  |  |  |  |  |  |  |  |  |
| |                                                                                        |  |  |  |  |  |  |  |  |  |  |  |  |  |  |  |
| |                                                                                        |  |  |  |  |  |  |  |  |  |  |  |  |  |  |  |
| | 3. Sara Camarena Navarro (1883-1952)                                                   |  |  |  |  |  |  |  |  |  |  |  |  |  |  |  |
| |                                                                                        |  |  |  |  |  |  |  |  |  |  |  |  |  |  |  |
| |                                                                                        |  |  |  |  |  |  |  |  |  |  |  |  |  |  |  |
| | 14. Ramón Ignacio Navarro                                                              |  |  |  |  |  |  |  |  |  |  |  |  |  |  |  |
| |                                                                                        |  |  |  |  |  |  |  |  |  |  |  |  |  |  |  |
| |                                                                                        |  |  |  |  |  |  |  |  |  |  |  |  |  |  |  |
| | 7. Concepción Navarro Ogazón (1842-1900)                                               |  |  |  |  |  |  |  |  |  |  |  |  |  |  |  |
| |                                                                                        |  |  |  |  |  |  |  |  |  |  |  |  |  |  |  |
| |                                                                                        |  |  |  |  |  |  |  |  |  |  |  |  |  |  |  |
| | 15. Ignacia Ogazón Velázquez                                                           |  |  |  |  |  |  |  |  |  |  |  |  |  |  |  |
| |                                                                                        |  |  |  |  |  |  |  |  |  |  |  |  |  |  |  |
| |                                                                                        |  |  |  |  |  |  |  |  |  |  |  |  |  |  |  |